# Differentienliteratur
Als Differentienliteratur wird eine rechtsvergleichende Literaturgattung bezeichnet, deren Aufgabe darin besteht, die Unterschiede zwischen zwei Rechtsbereichen aufzuzeigen. 
Bekannt ist Differentienliteratur seit dem Mittelalter. Gegenübergestellt wurden in der Zeit römisches Recht (ius civile) und kanonisches Recht (ius canonicum). In der frühneuzeitlichen Rechtswissenschaft wurden vornehmlich Gemeines Recht (ius commune) und lokales Partikularrecht (ius particulare) einander gegenübergestellt. Den Maßstab bildete ursprünglich allein römisches Recht; aufgegriffen wurde es in Gestalt des ab dem 12. Jahrhundert in Bologna ins Rechtsbewusstsein zurückgekehrten Corpus iuris des spätantiken Kaisers Justinian. Die Lehrbetriebe der Kommentatoren verfeinerten die wissenschaftliche Arbeit am Corpus für Zwecke der Nutzbarkeit in der alltäglichen Rechtspraxis, was bereits eine Beschäftigung mit originär eigenen Rechtsgepflogenheiten bedeutete.
Nicht unüblich war auch der Rechtsvergleich zwischen feudalem, kanonischem, mosaischem Recht und Naturrecht (ius naturae). Das dahinter stehende Ordnungsprinzip entstammt dem Altertum (genus und differentia specifica). Die vergleichenden Arbeiten wurden begrifflich als collatio gefasst. Eine prägnante spätantike Vorläuferarbeit stammt mit der Mosaicarum et Romanarum legum collatio bereits aus der Zeit des Wechsels vom 4. ins 5. Jahrhundert. Sie verglich jüdisches und römisches Recht.
In Europa verbreiteten sie sich zunehmend ab dem 16. Jahrhundert in stetig wachsenden Auflagen. Insbesondere in Deutschland wurde die Literaturgattung seither auch unter „Disputationen“ und „Dissertationen“ verlegt.